# جاك ريدلي
جاك ريدلي (بالإنجليزية: Jack Ridley)‏ هو مهندس فضاء جوي وطيار وضابط ومهندس أمريكي، ولد في 16 يونيو 1915 في غارفين في الولايات المتحدة، وتوفي في 12 مارس 1957 في طوكيو في اليابان.